# 巴特尔 (称谓)
巴特尔（现代蒙古语： Bātar，羅馬化：Baga），亦作霸都、把阿秃儿、八都鲁、巴图尔、巴托等，是一个在欧亚大陆（主要是内亞）广泛使用的称号，和中亚常见的人名和尊称。在蒙古语、满语、突厥语系语言以及波斯语、印度斯坦语、保加利亚语等语言中，均意为“勇敢”或“勇士”。

## 历史
这一词汇最早见于7世纪的中国隋朝史书，为长城以北的游牧民族使用。到8世纪，已经被突厥汗国使用，到9世纪传入东欧，为保加利亚第一帝国的保加尔人使用。有说法认为这一词汇来源于伊朗语族的词根*bag，意为“神、领主”。
自13世纪起，各個蒙古部落将巴特爾當作尊榮的頭銜，授與部落中的勇者。他不一定出身門閥貴族，但是他具備了獨特的勇氣，能夠抛棄自己個人的利益，勇敢果決的在危機時候做出英勇行為。巴特爾可能是任何一個具備了堅毅、勇敢、頑強、絕不屈服的人，蒙古人認為，他是受到長生天眷顧的勇者。這些勇士們，構成一個受人尊崇的群體，稱為巴圖德（羅馬化：Baatuud，也是古代四卫拉特巴噶图特部的名称）。
这一词汇在成吉思汗的征服活动后得到广泛传播，成为伊尔汗国、帖木儿帝国、莫卧儿帝国的荣誉头衔之一，流入中亚文化、东欧文化和印度文化及当地语言。而蒙古国首都乌兰巴托（意为“红色英雄”），是为了纪念1921年的革命者们而用该词命名的。
以下是各种语言中出现的“巴特尔”：
- 保加利亞語：，羅馬化：Bagatur；
- 俄语：，羅馬化：Bogatyr（博加特耶尔）；
- 波蘭語：（意为英雄）；
- 匈牙利語：（意为勇敢）；
- 喬治亞語：，羅馬化：Bagatur；
- 鄂圖曼土耳其語：，羅馬化：bahadır；
- 哈薩克語：，羅馬化：Batyr；
- 烏茲別克語：；
- 波斯語：，羅馬化：Bahador；
- 烏爾都語：，印地語：，印度斯坦语转写：Bahadur（巴哈杜尔）；
- 满语：，转写：baturu（巴图鲁为满洲传统封号之一[6]）

## 人名
蒙古人希望自己的兒子，能夠具備勇士的特質，因此經常以巴特爾來做為命名。
- 速不台，著名蒙古将领，又名“速别额台把阿秃儿”
- 不赛因，伊尔汗国君主，拥有“巴哈图尔汗”称号
- 和多和沁，准噶尔部首领，拥有“巴图尔珲台吉”称号
- 达木丁苏荣，呼伦贝尔与外蒙古独立领导人之一，拥有“芒来巴特尔”称号
- 苏赫巴托，蒙古人民革命领袖，蒙古人民党创始人之一
- 孟克巴特尔，中国篮球运动员
- 巴特尔 (1955年)，中国政治人物，全国政协副主席，国家民委主任
- 廷巴特尔，中共開國將軍廷懋的兒子，內蒙古自治區錫林郭勒盟阿巴嘎旗薩如拉圖亞嘎查黨支部書記
- 巴特尔，又名曹小强，中国大陆电视剧导演
- 乌恩·巴特尔，汉名王立军，原重庆市公安局局长

### 以巴特尔同源词为名
- 阿洛戈博图尔：保加利亚第一帝国将领
- 巴哈杜爾·沙一世：莫卧儿帝国君主
- 巴哈杜爾·沙二世：莫卧儿帝国末代君主
- 班达·辛格·巴哈都尔：莫卧儿帝国时期锡克勇士
- 巴托里·斯特凡：特兰西瓦尼亚的匈牙利贵族，后来当选波兰国王和立陶宛大公
- 萨姆·马内克肖：印度陆军元帅，绰号为薩姆·巴哈杜尔（Sam Bahadur）
- 巴都爾薩野：尼泊爾沙阿王朝王族大將
- 烏斯滿·巴圖爾：中华民国大陆时期新疆哈萨克族部落比，参与伊宁事变

### 书目
- Beckwith, Christopher I. . Princeton University Press. 16 March 2009  [30 May 2015]. ISBN 0691135894. （原始内容存档于2019-07-21）.
- Brook, Kevin Alan.  3rd ed. Rowman and Littlefield Publishers. 2018. ISBN 9781538103425 （英语）.
- Grousset, René. . Rutgers University Press. 1970. ISBN 9780813513041 （英语）.
- Saunders, J. J. . University of Pennsylvania Press. 2001. ISBN 9780812217667 （英语）.
- 郑天挺. . 中华书局. 2009  [2019-12-24]. ISBN 9787101069853. （原始内容存档于2021-01-09）.